# Tuta gold
Tuta gold è un singolo del cantautore italiano Mahmood, pubblicato il 7 febbraio 2024 come secondo estratto dal terzo album in studio Nei letti degli altri.
Il brano è stato presentato in gara durante la 74ª edizione del Festival di Sanremo, dove si è classificato al sesto posto al termine della kermesse musicale.

## Descrizione
Il brano, scritto dallo stesso cantautore con Iacopo Iannucci e Francesco "Katoo" Catitti, è in parte hip hop ed è stato descritto dal cantautore in un'intervista a Billboard Italia:

## Accoglienza
Il brano ha ottenuto recensioni generalmente favorevoli da parte della critica musicale.
Silvia Danielli di Billboard Italia scrive che il brano riprende le sonorità di Calipso e Dorado, con un testo "fresco" e "spontaneo". Chiara Oltolini di Vanity Fair riscontra "una certa abbondanza di inglesismi" nel testo, apprezzando il "ritmo tribale coinvolgente" e la vocalità del cantante. Andrea Conti de Il Fatto Quotidiano afferma che si tratti di una canzone "potente e coinvolgente", trovandola "ricco di ritmo, bassi e sonorità del sud del Mediterraneo". Francesco Prisco de Il Sole 24 Ore descrive il brano come "urban superprodotto, ambientato ai bordi di periferia".
Il Messaggero afferma che si tratta di una nuova Soldi, sebbene risulti "già sentita" per sonorità e tematiche, che trattano di "fratelli persi, di periferia e del padre che vuole togliergli il cognome". Anche Fabio Fiume di All Music Italia afferma che il brano "non sorprende" nel testo" segue espressioni tipiche di un mondo che l'artista vive e che continua a proporre", ma ne apprezza la produzione "moderna e giovane".

## Video musicale
Il video musicale, diretto da Attilio Cusani e girato interamente nel quadrilatero di Melara, a Trieste, è stato pubblicato in concomitanza all'uscita del singolo attraverso il canale YouTube del cantautore.

## Tracce
Testi e musiche di Alessandro Monaco, Jacopo Angelo Ettore e Francesco Catitti.
1. Tuta gold – 2:58

## Successo commerciale
Il 7 febbraio 2024 il brano ha debuttato in terza posizione nella classifica giornaliera italiana di Spotify e al 79º posto della classifica giornaliera globale di Spotify, raggiungendo successivamente la 27ª posizione. Il brano ha esordito alla posizione numero tre della classifica Top Singoli redatta da FIMI. La settimana successiva il brano si posiziona al primo posto della classifica (divenendo il quarto nella carriera dell'artista a ottenere tale risultato) e rimane al primo posto per 3 settimane consecutive.
Nella settimana del 24 febbraio 2024, il brano ha debuttato al 52º posto nella classifica Billboard Global 200.

## Classifiche

### Classifiche settimanali
| Classifica (2024) | Posizione massima |
| ----------------- | ----------------- |
| Grecia            | 11                |
| Italia            | 1                 |
| Lituania          | 44                |
| Lussemburgo       | 19                |
| Svizzera          | 2                 |

### Classifiche di fine anno
| Classifica (2024) | Posizione |
| ----------------- | --------- |
| Italia            | 1         |

## Riconoscimenti
- Music Awards
  - 2024 – Premio singolo multiplatino [29]
- Videoclip Italia Awards
  - 2025 – Candidatura al migliore videoclip pop[30]
  - 2025 – Candidatura al migliore styling